# Nerf mylo-hyoïdien
Le nerf mylo-hyoïdien est une branche motrice et sensitive du nerf alvéolaire inférieur.

## Trajet

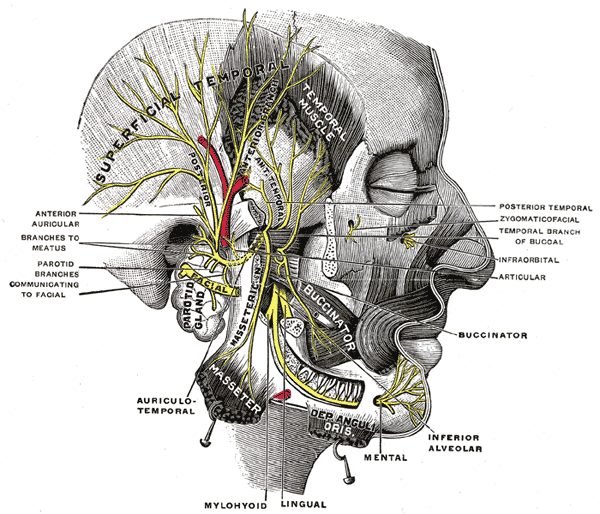
Division mandibulaire du nerf trijumeau. Le nerf mylo-hyoïdien est indiqué en bas.

Le nerf mylo-hyoïdien est une branche du nerf alvéolaire inférieur, branche du nerf mandibulaire, lui-même branche du nerf trijumeau,.
Il nait juste avant d'entrer dans le foramen mandibulaire. Il descend dans un sillon de la face interne de la branche montante de la mandibule. Lorsqu'il atteint la surface inférieure du muscle mylo-hyoïdien, il lui donne des branches ainsi qu'au ventre antérieur du muscle digastrique.

## Zone d'innervation
Le nerf mylohyoïdien innerve le muscle mylo-hyoïdien et le ventre antérieur du muscle digastrique.
Il fournit également l'innervation sensorielle des molaires mandibulaires et à la zone cutanée submentale.

## Aspect clinique
Le nerf mylo-hyoïdien doit être bloqué pour une anesthésie locale des dents mandibulaires car dans certains cas le blocage du nerf alvéolaire inférieur peut ne pas suffire dans certaines variations anatomiques.

## Galerie

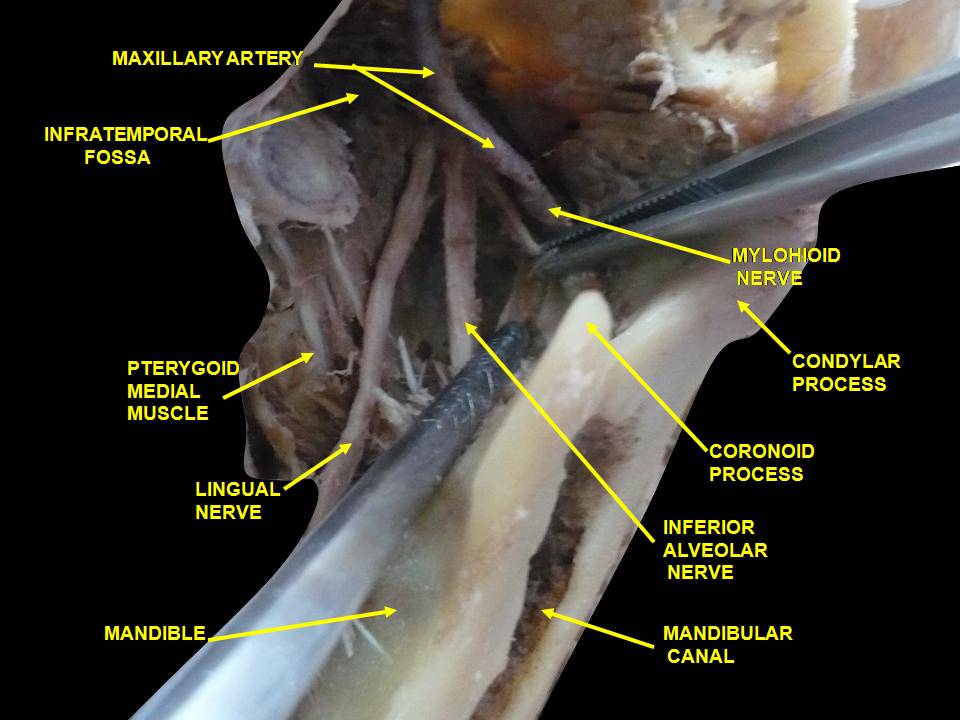
Le nerf mylo-hyoïde sur une dissection profonde (vue antéro-latérale).